# Arthur Calwell
Arthur Augustus Calwell (28 de agosto de 1896 – 8 de julio de 1973) fue un político australiano que sirvió como líder del Partido Laborista de 1960 a 1967. Lideró el partido a través de tres elecciones federales, perdiendo cada una de ellas.
Calwell creció en Melbourne y asistió al St Joseph's College. Después de dejar la escuela, comenzó a trabajar como empleado para el Gobierno del Estado de Victoria. Se involucró en el movimiento obrero como funcionario en el sindicato del sector público. Antes de ingresar al parlamento, Calwell ocupó varios cargos en el ala organizativa del Partido Laborista, sirviendo términos como presidente estatal y como miembro del ejecutivo federal. Fue elegido para la Cámara de Representantes en las elecciones federales de 1940, en la División de Melbourne.
Después de las elecciones de 1943, Calwell fue elevado al gabinete como Ministro de Información, supervisando la censura del gobierno y la propaganda durante la Segunda Guerra Mundial. Cuando Ben Chifley se convirtió en primer ministro en 1945, Calwell también fue nombrado Ministro de Inmigración. Supervisó la creación del esquema ampliado de inmigración de posguerra de Australia, al mismo tiempo que hacía cumplir estrictamente la White Australia Policy. En 1951, fue elegido líder adjunto del Partido Laborista en lugar de H. V. Evatt, quien había sucedido al liderazgo tras la muerte de Chifley. Los dos se enfrentaron en varias ocasiones durante la década siguiente, que abarcó la división del partido de 1955. En 1960, Evatt se retiró y Calwell fue elegido como su sucesor, convirtiéndose así en Líder de la Oposición.
Calwell y el Partido Laborista estuvieron cerca de la victoria en las elecciones de 1961, ganando 15 escaños y terminando a solo dos escaños de la mayoría. Sin embargo, esas ganancias se esfumaron en las elecciones de 1963. Calwell fue uno de los opositores más prominentes de la participación de Australia en la Guerra de Vietnam, una postura que no era electoralmente popular en ese momento, ya que la edad para votar era entonces de 21 años.
En 1966, Calwell superó ampliamente el desafío de liderazgo de su diputado Gough Whitlam, sobrevivió a un intento de asesinato con heridas leves y finalmente llevó a su partido a una derrota aplastante en las elecciones de 1966, obteniendo menos de un tercio del total de escaños. Tenía 70 años en ese momento, y renunció al liderazgo unos meses después. Permaneció en el parlamento hasta las elecciones de 1972, que vieron a G. Whitlam convertirse en primer ministro, y murió al año siguiente.

## Primeros años

### Nacimiento y origen familiar
Calwell nació el 28 de agosto de 1896, en West Melbourne. Fue el mayor de siete hijos nacidos de Margaret Annie McLoughlin y Arthur Albert Calwell. Su padre trabajó como oficial de policía y se retiró como superintendente de policía. Los padres de Calwell nacieron en Australia. Su abuelo materno fue Michael McLoughlin, que nació en el Condado de Laois, Irlanda, y llegó a Melbourne en 1847 después de abandonar el barco. Se casó con Mary Murphy, que nació en el Condado de Clare. El abuelo paterno de Calwell, Davis Calwell, era un irlandés estadounidense nacido en el Condado de Union, Pensilvania, que llegó a Australia en 1853 durante la fiebre del oro de Victoria. Se casó con Elizabeth Lewis, una galesa, y se estableció cerca de Ballarat, convirtiéndose finalmente en presidente del Consejo de Bungaree Shire. El padre de Davis Calwell, Daniel Calwell, había emigrado a los Estados Unidos desde Irlanda del Norte, y sirvió en la Cámara de Representantes de Pensilvania en la década de 1820.

### Infancia
Calwell creció en West Melbourne. Cuando era niño contrajo difteria, que marcó permanentemente sus cuerdas vocales y le dio una "voz nasal áspera" de por vida. Aunque su padre era anglicano, Calwell fue criado en la fe católica de su madre. Comenzó su educación en el St Mary's College, la escuela mercedaria local. En 1909, ganó una beca para el St Joseph's College, Melbourne, una escuela de los Hermanos Cristianos. Uno de sus amigos más cercanos en la escuela fue Matthew Beovich, futuro arzobispo de Adelaida. En su vida posterior, Calwell dijo: "Le debo todo lo que tengo en la vida, bajo Dios Todopoderoso y junto a mis padres, a los Hermanos Cristianos". La madre de Calwell murió en 1913, a los 40 años, cuando él tenía 16 años y su hermano menor solo tres meses. Su padre se volvió a casar, muriendo finalmente en 1938 a la edad de 69 años.

## Primera Guerra Mundial
Calwell era oficial de los Cadetes del Ejército Australiano al estallar la Primera Guerra Mundial, e hizo dos solicitudes infructuosas para una comisión en la Fuerza Imperial Australiana. Después de su segundo rechazo en 1916 no hizo más intentos de buscar el servicio activo, no estando dispuesto a unirse como alistado; sin embargo, fue colocado en la Reserva del Ejército y permaneció allí hasta su baja en 1926. Calwell se unió a la Young Ireland Society en 1914, y sirvió como secretario de la organización hasta 1916. Su reputación como republicano irlandés llamó la atención de la policía militar, que sospechaba que estaba involucrado en la más radical Irish National Association of Australasia. Su residencia fue registrada en una ocasión, y su correspondencia fue examinada rutinariamente por los censores. En dos ocasiones hubo movimientos para que fuera despedido del ejército por deslealtad, pero Calwell negó las acusaciones ante la falta de pruebas de que hubiera sido activamente desleal.

## Servicio Público
Calwell ingresó al Servicio Público de Victoria en 1913, como empleado subalterno en el Departamento de Agricultura. Fue transferido al Departamento del Tesoro en 1923, donde permaneció hasta obtuvo el escaño en elecciones al parlamento en 1940. Al igual que con la mayoría de sus colegas, Calwell se unió a la Asociación Clerical de Servicio del Estado de Victoria. Se desempeñó como secretario y vicepresidente de esa organización, que en 1925 se reorganizó en la rama estatal de la Asociación Australiana de Servicios Públicos (un precursor de la moderna Unión de la Comunidad y el Sector Público). Fue elegido como presidente inaugural de la nueva organización, desempeñando el cargo hasta 1931.

## Inicios en la política
Calwell se unió al Partido Laborista a la edad de 18 años. Fue elegido secretario de la rama de Melbourne en 1916, y desde 1917 sirvió como uno de los delegados de la Asociación Clerical a la conferencia estatal. Fue elegido para el ejecutivo estatal en el mismo año, y sería presidente estatal del partido de 1930 a 1931 –en ese momento, la persona más joven en haber ocupado el cargo. Calwell buscó sin éxito la preselección laborista para la Asamblea Legislativa de Victoria y el Senado en varias ocasiones, aunque fue elegido para el ejecutivo federal del partido en 1926. Fue secretario adjunto del diputado estatal Tom Tunnecliffe durante un período, y desde 1926 se desempeñó como secretario de William Maloney, el veterano miembro laborista para la División federal de Melbourne. Maloney permanecería en el parlamento hasta su muerte a la edad de 85 años, y Calwell no hizo ningún esfuerzo para forzar un retiro de Maloney, a pesar de ser ampliamente visto como el heredero aparente del escaño.

## Gobiernos de Curtin y Chifley (1941-1949)
Maloney anunció que no se postularía para otro mandato en las elecciones federales de 1940. Murió un mes antes del día de las elecciones; como resultado, no se celebraron elecciones parciales en la División de Melbourne. En las elecciones generales, Calwell retuvo fácilmente el escaño para el Partido Laborista. Debido a su mandato como presidente del partido en el estado victoriano y su largo servicio como secretario de Maloney, ya era bien conocido en el parlamento federal.
Durante la Segunda Guerra Mundial, Calwell fue nombrado Ministro de Información en el Segundo Gobierno de John Curtin después de las elecciones de 1943, y se hizo conocido por su dura actitud hacia la prensa australiana y su estricta aplicación de la censura en tiempos de guerra. Esto le valió la enemistad de grandes sectores de la prensa australiana, y fue apodado "Cocky" Calwell por sus enemigos políticos, caricaturistas de la época que lo representaban como una cacatúa australiana obstinada.
En política económica, Calwell no fue un gran defensor de la nacionalización. Gough Whitlam atribuyó esto a la marca de socialismo de Calwell, que era "una emoción más que una ideología, un recuerdo de la privación social que observó en Melbourne durante los años de la Depresión".

### Inmigración
En 1945, cuando Ben Chifley sucedió a Curtin, Calwell se convirtió en el primer Ministro de Inmigración en el gobierno de Chifley de posguerra. Por lo tanto, fue el principal arquitecto del Plan de inmigración de posguerra de Australia en un momento en que muchos refugiados europeos deseaban una vida mejor lejos de sus patrias devastadas por la guerra, y se hizo famoso por su implacable promoción de la misma. La defensa de Calwell del programa fue crucial debido a sus vínculos con el movimiento sindical y su hábil presentación de la necesidad de inmigración. Calwell superó la resistencia a la inmigración masiva promoviéndolo bajo el lema "poblar o perecer". Esto llamó la atención sobre la necesidad, particularmente a la luz de la reciente guerra en el Pacífico, de aumentar las capacidades industriales y militares de Australia a través de un aumento masivo de la población. En julio de 1947 firmó un acuerdo con el Alto Comisionado de las Naciones Unidas para los Refugiados para aceptar a personas desplazadas de países europeos devastados por la guerra. El entusiasmo y el impulso de Calwell en el lanzamiento del programa de migración fue una característica notable del segundo mandato del gobierno de Chifley, y ha sido nombrado por muchos historiadores como su mayor logro (especialmente dada la hostilidad del movimiento obrero hacia los programas de migración anteriores).

### White Australia Policy
Calwell fue un firme defensor de la Política de Australia blanca. Mientras que los europeos fueron bienvenidos en Australia, Calwell intentó deportar a muchos refugiados malayos, indochinos y chinos en tiempos de guerra, algunos de los cuales se habían casado con ciudadanos australianos y habían formado familias en Australia. El principal instrumento de deportación fue la Ley de Expulsión de Refugiados en Tiempos de Guerra de 1949, que sucedió a leyes anteriores que permitieron a los no blancos permanecer en ciertas circunstancias. La negativa de Calwell a permitir la entrada a Lorenzo Gamboa, un hombre filipino que había luchado con el ejército estadounidense y tenía una esposa e hijos australianos, causó un incidente internacional con Filipinas. El presidente Elpidio Quirino expresó su decepción "de que nuestro vecino, a quien buscábamos amistad, nos excluyera por nuestro color", y la Cámara de Representantes de Filipinas aprobó un proyecto de ley que habría excluido a los australianos del país. Calwell permaneció impasible, y dijo en un mitin antes de las elecciones de 1949 que "estoy seguro de que no queremos que mestizos corran por nuestro país" y "si dejamos entrar a cualquier ciudadano estadounidense, tendremos que admitir a los negros estadounidenses. No creo que ninguna madre y padre quiera ver eso".

## En la oposición (1949-1960)
Calwell dejó el cargo ministerial de las elecciones de 1949 cuando el gobierno de Chifley fue derrotado por el Partido Liberal, dirigido por Robert Menzies. El siguiente período en la oposición fue de gran frustración. Al igual que muchos parlamentarios laboristas y funcionarios sindicales en ese momento, Calwell era católico romano. La Iglesia Católica Australiana era en este período ferozmente anticomunista y en la década de 1940 había alentado a los sindicalistas católicos a oponerse a los comunistas dentro de sus sindicatos. Las organizaciones que coordinaban los esfuerzos católicos se llamaban Grupos Industriales. Calwell había apoyado originalmente a los Grupos Industriales en Victoria y continuó haciéndolo hasta principios de la década de 1950. Después de la muerte de Chifley en 1951, H. V. Evatt se convirtió en el líder laborista, y Calwell se convirtió en su adjunto. Bajo Evatt, la actitud del Partido Laborista hacia los Grupos Industriales comenzó a cambiar, ya que Evatt sospechaba que uno de sus objetivos era promover el elemento católico dentro del Partido Laborista.
La amistad de Calwell con muchos de los líderes de los Grupos Industriales (conocidos colectivamente como "Groupers") llevó a Evatt a cuestionar en privado su lealtad. Por lo tanto, los dos hombres tenían una relación de trabajo cada vez más difícil. Esto culminó con Evatt redactando y entregando la Plataforma Laboral para las elecciones federales de 1954 sin consultar a Calwell. El Partido Laborista fue derrotado por poco en las urnas, lo que profundizó la brecha entre los dos hombres.
El posterior ataque público de Evatt contra los "meros" y su insistencia en su expulsión del partido colocaron a Calwell en una posición difícil. Se le hizo elegir entre el Partido Laborista oficial liderado por Evatt y los "Groupers" (que eran principalmente católicos y victorianos). Durante una Conferencia Laborista especialmente convocada en Hobart en mayo de 1955, los "Groupers" fueron expulsados del Partido Laborista y Calwell optó por permanecer dentro del partido. La lealtad de Calwell al partido le causó mucha angustia personal y política: perdió a muchos de sus amigos más antiguos en este momento, incluido el arzobispo de Melbourne, Daniel Mannix, y, durante un tiempo, se le negó la comunión en su propia iglesia parroquial.
Irónicamente, esta lealtad al partido no impidió que el ala izquierda del ALP, especialmente en su estado natal de Victoria, le desconfiara profundamente. Durante muchos años, tuvo una relación tormentosa con el Partido Laborista estatal. Nunca favoreció la filosofía comunista y fue elocuente en sus ataques contra los comunistas, a quienes una vez llamó "exhibiciones patológicas ... escoria humana ... Paranoicos, degenerados, imbéciles, bludgers... Pack de dingos... forajidos industriales y leprosos políticos... sacos de rata. Si estas personas fueran a Rusia, Stalin ni siquiera los usaría para el estiércol".

## Líder de la oposición (1960-1967)
Evatt se retiró en 1960, y Calwell fue líder interino antes de sucederlo como líder del Partido Laborista Australiano y líder de la oposición, con Gough Whitlam como su adjunto. Calwell casi derrotó a Menzies en las elecciones federales de 1961, debido al descontento generalizado por las políticas económicas deflacionarias de Menzies, así como al respaldo sin precedentes (y temporal) del ALP por el generalmente pro-liberal The Sydney Morning Herald. En general, se acepta que las preferencias desfavorables del Partido Laborista Demócrata (DLP) fueron la razón principal por la que el Partido Laborista se quedó a dos escaños de derrocar a la Coalición a pesar de ganar un cambio de 18 escaños y la mayoría del voto bipartidista. En última instancia, una estrecha derrota en Bruce, ubicado en el corazón del DLP de Melbourne, puso fin a cualquier posibilidad real de una victoria laborista, pero la Coalición no se aseguró otro mandato en el gobierno hasta que el escaño de Moreton en el área de Brisbane fue adjudicado para los liberales a última hora. El Partido Laborista en realidad obtuvo 62 escaños, lo mismo que la Coalición. Sin embargo, dos de esos escaños estaban en el Territorio de la Capital Australiana y el Territorio del Norte, y los miembros de los territorios entonces no contaban para los propósitos de formar un gobierno. 
Después de esto, sin embargo, Menzies fue capaz de explotar las divisiones en el ALP sobre la política exterior y la ayuda estatal a las escuelas católicas para recuperar su posición. Calwell se opuso al uso de tropas australianas en Malasia y al establecimiento de bases de comunicaciones militares estadounidenses en Australia. También defendió la política laborista tradicional de negar la ayuda estatal a las escuelas privadas. 
En las elecciones de 1963, Calwell esperaba aprovechar sus ganancias de dos años antes, pero fue severamente dañado por una foto en The Daily Telegraph que lo mostraba a él y a G. Whitlam fuera de un hotel de Canberra, esperando noticias de la Conferencia Federal del Partido Laborista sobre las políticas sobre las cuales deberían luchar en las elecciones. 
En una historia adjunta, Alan Reid del Telegraph escribió que el Partido Laborista estaba gobernado por "36 faceless men". Los liberales lo aprovecharon, emitiendo un folleto acusando a Calwell de seguir la dirección de "36 hombres desconocidos, no elegidos para el Parlamento ni responsables ante el pueblo". En las elecciones, el Partido Laborista perdió 10 escaños. Muchos pensaron que Calwell debería dimitir, pero estaba decidido a quedarse y luchar. 
Calwell hizo su posición más fuerte con su vehemente oposición a la participación militar de Australia en la Guerra de Vietnam y la introducción del servicio militar obligatorio para proporcionar tropas para la guerra, diciendo públicamente que "un voto por Menzies era un voto de sangre". Desafortunadamente para Calwell, la guerra fue inicialmente muy popular en Australia y continuó siéndolo después de que Menzies se retiró en 1966. El sucesor de Menzies, Harold Holt, aprovechó esto y luchó en las elecciones de 1966 sobre el tema de Vietnam. El Partido Laborista sufrió una derrota aplastante, perdiendo nueve escaños, mientras que la Coalición ganó el gobierno mayoritario más grande en la historia de Australia hasta ese momento. 
Para entonces, estaba claro que la imagen incómoda y sin tacto de Calwell no era rival para la de su carismático y ambicioso joven líder adjunto, el Whitlam urbano, de clase media y con educación universitaria. En particular, el claro dominio de Whitlam de los medios de comunicación le dio una gran ventaja sobre Calwell, que parecía y sonaba sustancialmente mayor que sus 70 años. Calwell, un orador anticuado cuya carrera se forjó en los días de la estridente reunión pública, siempre había sido mal visto en la televisión, en comparación con el suave, avuncular y rico Menzies y el suave Holt. Calwell también fue considerado en 1966 como una reliquia envejecida de la era de la Gran Depresión. Todavía estaba haciendo campaña sobre el socialismo y la nacionalización, y continuó defendiendo la Política de Australia Blanca. Calwell renunció como líder laborista dos meses después de las elecciones, en enero de 1967 y Whitlam le sucedió.

### Intento de asesinato
Calwell fue la segunda víctima de un intento de asesinato político en Australia (el primero fue el Príncipe Alfredo en 1868). El 21 de junio de 1966, Calwell se dirigió a una manifestación contra el reclutamiento en el Ayuntamiento de Mosman en Sídney. Cuando salía de la reunión, y justo cuando su automóvil estaba a punto de irse, un estudiante de 19 años llamado Peter Kocan se acercó al lado del pasajero del vehículo y disparó con un rifle de cañón recortado sobre Calwell a quemarropa. Sin embargo, la ventana cerrada desvió la bala, que se alojó sin consecuencias en la solapa de su abrigo, y solo sufrió heridas faciales menores por vidrios rotos. Calwell más tarde visitó a Kocan en el hospital psiquiátrico (donde estuvo confinado durante diez años), y a través de una correspondencia regular alentó su eventual rehabilitación.

## Últimos años y muerte
Cuando terminó la carrera política de Calwell el 2 de noviembre de 1972, era el miembro en activo más antiguo de la Cámara de Representantes, habiendo servido como diputado durante 32 años y 43 días. Con frecuencia criticaba a Whitlam, especialmente porque sabía que Whitlam tenía la intención de abandonar la Política de Australia Blanca.
Antes de las elecciones de 1972 que llevaron a G. Whitlam al cargo de primer ministro, Calwell se retiró del Parlamento. Tras un período de lento deterioro de su salud, y una estancia de casi cuatro semanas en el hospital, Calwell murió el 8 de julio de 1973. Se le dio un funeral de estado en la Catedral de San Patricio, Melbourne, y fue enterrado en el Cementerio General de Melbourne. Le sobrevivieron su esposa Elizabeth y su hija Mary Elizabeth.
A pesar de las malas relaciones de Calwell con la prensa conservadora en Australia y sus batallas públicas contra católicos de derecha como el arzobispo Mannix y B. A. Santamaria, mantuvo una relación cordial con Menzies. Éste, por su parte, nunca perdió su respeto y su aprecio personal por Calwell. Asistió al funeral de Calwell, pero (según su biógrafo Allan W. Martin) se sintió tan abrumado por el dolor después de llegar a la catedral que no pudo recomponerse y bajar de su automóvil.

## Vida privada
El primer matrimonio de Calwell fue con Margaret Mary Murphy en 1921, pero falleció al año siguiente en 1922. Diez años más tarde, el 29 de agosto de 1932, se casó con Elizabeth (Bessie) Marren, una irlandesa de carácter fuerte, inteligente e instruida que fue editora social (como "Cecilia") del semanario católico, The Tribune. En 1933 lanzaron la Irish Review como el órgano oficial de la Asociación Irlandesa de Victoria. Calwell había conocido a Elizabeth en clases de idioma irlandés dirigidas por la Liga Gaélica en Melbourne, y conservó un interés y fluidez en el idioma.
Calwell y su segunda esposa tuvieron dos hijos, Mary Elizabeth (nacida en 1934) y Arthur Andrew (nacida en 1937). Su hijo Art murió de leucemia en junio de 1948 a la edad de once años. Calwell se vio profundamente afectado por la muerte de su hijo, y posteriormente usó solo corbatas negras. Su esposa más tarde lo recordó como "el golpe más cruel que Arthur haya sufrido. De hecho, nunca ha sido el mismo desde aquel terrible día". La hija de Calwell fue descrita por The Canberra Times en 1995 como su "defensora y admiradora más apasionada". En 2013, publicó una biografía de su padre titulada I Am Bound to Be True, con la esperanza de "corregir lo que ella cree que es la difamación de su legado".
Fuera de la arena política, Calwell era un devoto del North Melbourne Football Club y fue el primer miembro vitalicio del club. Siempre fue devoto de la Iglesia Católica Romana a pesar de sus muchos conflictos con los líderes de la iglesia. Recibió el título de caballero papal del Papa Pablo VI y fue nombrado Caballero Comandante con la Estrella de la Orden de San Gregorio Magno (KC*SG) por una vida de servicio a la iglesia.

## Opiniones raciales
El comentario de Calwell en el parlamento en 1947 de que "dos Wongs no hacen blanco" tuvo amplia difusión, tanto en Australia como en el extranjero. Si bien es ampliamente citado como evidencia del racismo de Calwell, el comentario pretendía ser una referencia humorística a un residente chino llamado Wong que fue amenazado erróneamente con la deportación, y un diputado liberal, Thomas White, el miembro de Balaclava. Según la Hansard, Calwell dijo que "hay muchos Wongs en la comunidad china, pero tengo que decir -y estoy seguro de que al honorable miembro de Balaclava no le importará hacerlo- que ''dos Wongs no hacen un Blanco'".
En su autobiografía, Calwell dijo que pretendía ser un "comentario jocoso", y que había sido "tan a menudo tergiversado que se ha vuelto agotador". Atribuyó esto a la prensa, afirmando que "debido a algún periodista asiático anti-australiano o tal vez porque algún periodista australiano con un chip en el hombro, un enemigo del Partido Laborista, el nombre de White fue alterado deliberadamente en una definición de color".
En su último año en el parlamento, Calwell hizo varias declaraciones con respecto a la inmigración no blanca a Australia. En marzo de 1972 apoyó públicamente las opiniones del diputado conservador británico Enoch Powell sobre la raza, describiendo más tarde al Reino Unido como habiendo experimentado una "tragedia negra". En mayo de 1972, en respuesta a los comentarios del ministro de aduanas Don Chipp apoyando una sociedad multirracial, Calwell emitió una declaración oponiéndose firmemente a la migración no blanca a Australia, afirmando que estaba "horrorizado" ante la idea y que "se oponía a la creación de una Australia de color chocolate". En una entrevista posterior con The Canberra Times, declaró que los migrantes no blancos reducirían los niveles de vida de la comunidad, ya que "viven del olor de un trapo aceitoso y se reproducen como moscas".
Calwell creía estar libre de prejuicios personales contra las personas de otras razas, mientras creía que debía existir segregación racial. Esto se refleja en los comentarios de Calwell en sus memorias de 1972 Be Just and Fear Not en las que mantuvo su opinión de que a las personas no europeas no se les debería permitir establecerse en Australia. Él escribió:

Estoy orgulloso de mi piel blanca, al igual que un chino está orgulloso de su piel amarilla, un japonés de su piel morena y los indios de sus diversos tonos, desde el negro hasta el color café. Cualquiera que no esté orgulloso de su raza no es un hombre en absoluto. Y cualquier hombre que intente estigmatizar a la comunidad australiana como racista porque quieren preservar este país para la raza blanca le está haciendo un gran daño a nuestra nación. Rechazo, en conciencia, la idea de que Australia debería o alguna vez puede convertirse en una sociedad multirracial y sobrevivir.
Arthur Calwell
Be Just and Fear Not

En 1948, Calwell anunció que a ninguna novia de guerra japonesa se le permitiría establecerse en Australia, afirmando que "sería el acto más grave de indecencia pública permitir que cualquier japonés de cualquier sexo contamine Australia", mientras los familiares de los soldados australianos fallecidos estén vivos.
Sin embargo, de los aborígenes australianos, Calwell escribió: "Si alguna persona no tiene hogar en Australia hoy en día, son los aborígenes. Son las únicas personas con las que, los descendientes de europeos, tenemos alguna deuda. Algún día, espero, les haremos justicia".

## Cargos
| Parlamento australiano      | |                        |
| Predecesor: William Maloney | Miembro del Parlamento australiano por la División de Melbourne 21 de septiembre de 1940 2 de noviembre de 1972 | Sucesor: Ted Innes     |
| Predecesor: John McEwen     | Padre de la Cámara de Representantes de Australia 1 de febrero de 1971 2 de noviembre de 1972                   | Sucesor: Fred Daly     |
| Cargos políticos            | |                        |
| Predecesor: Bill Ashley     | Ministro de Información (DOI) 21 de septiembre de 1943 19 de diciembre de 1949                                  | Sucesor: Howard Beale  |
| cargo creado                | Ministro para la Inmigración 13 de julio de 1945 19 de diciembre de 1949                                        | Sucesor: Harold Holt   |
| Predecesor: Eddie Ward      | Líder de la oposición 7 de marzo de 1960 8 de febrero de 1967                                                   | Sucesor: Gough Whitlam |
| Cargos políticos de partido | |                        |
| Predecesor: H. V. Evatt     | Líder adjunto del Partido Laborista 20 de junio de 1951 7 de marzo de 1960                                      | Sucesor: Gough Whitlam |
| Predecesor: H. V. Evatt     | Líder del Partido Laborista 7 March 1960 8 February 1967                                                        | Sucesor: Gough Whitlam |

## Distinciones
- Caballero Comendador con Estrella de la Orden de San Gregorio Magno Eques Praefectus cum Stella Ordinis Sancti Gregorii Magni. (KC*SG).